# بدن‌سازی در ایران

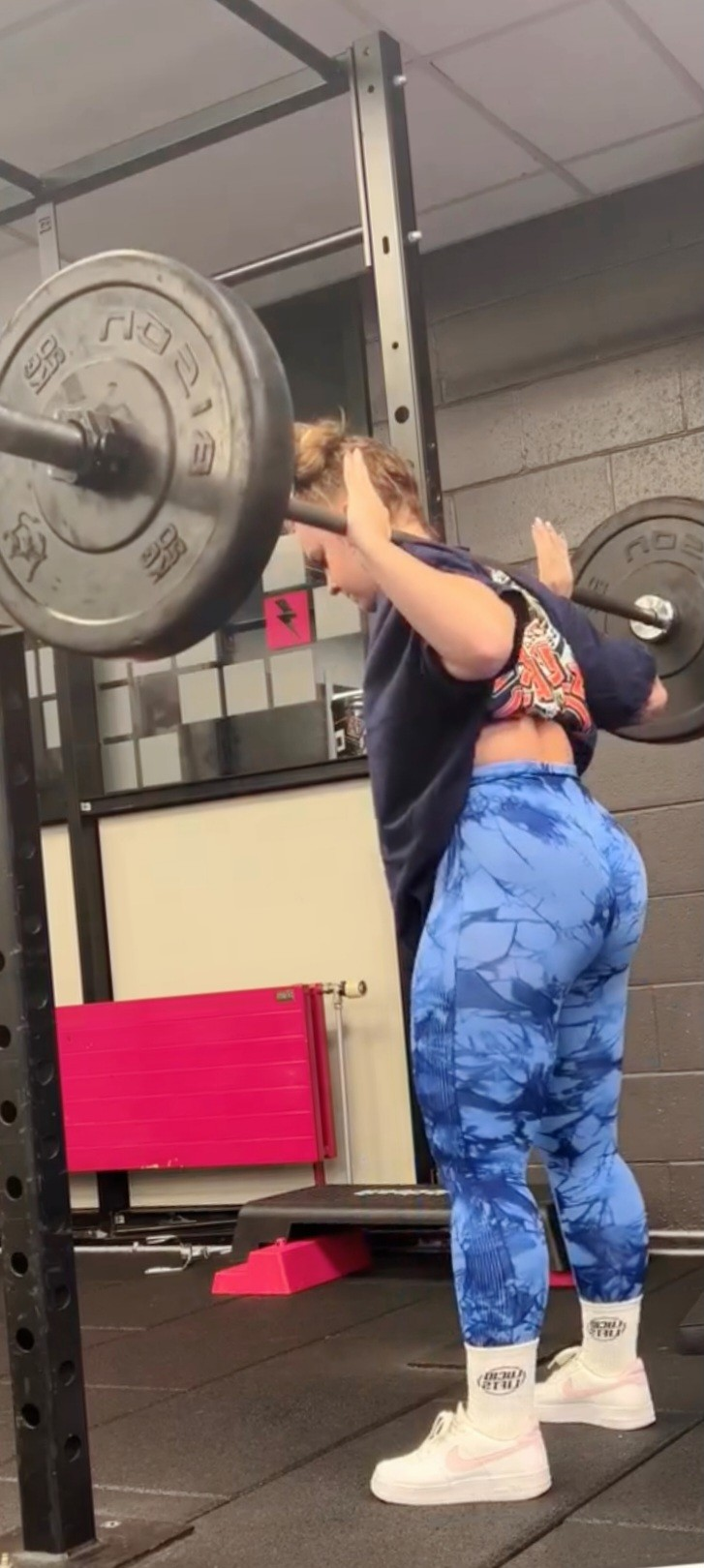
یک دختر بدن‌ساز ایرانی در یک باشگاه فیتنس در کرج در دسامبر ۲۰۲۲. بر پایه اعلام رسمی کشوری در همین دوره، پرورش اندام برای زنان ایرانی به دلیل پوشاک مورد استفاده‌شان، ممنوع بوده اما بدن‌سازی زنان منعی نداشته‌است.

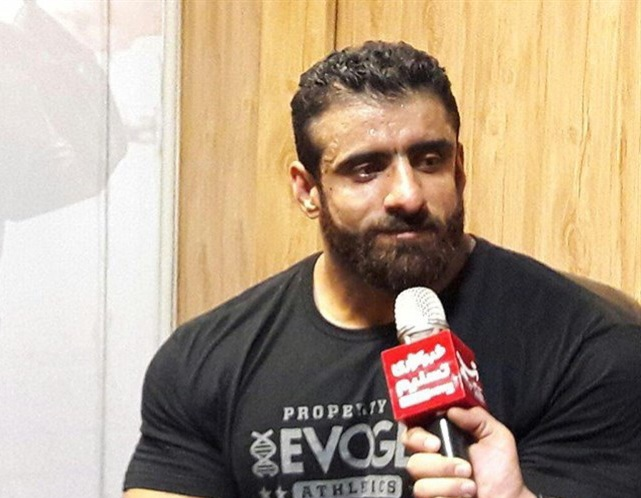
هادی چوپان، تنها ایرانی و دومین آسیایی پس از سمیر بنوت است که توانست قهرمان مستر المپیا شود.

بدن‌سازی در ایران (یا فیتنس در ایران) از پرهوادارترین ورزش‌های این کشور است. بدن‌سازی و فیتنس زنان و مردان در سراسر ایران گسترش دارد و ورزشکاران زن و مرد زیر نظر فدراسیون بدنسازی و پرورش اندام ایران قرار می‌گیرند.
بر پایه گزارش‌ها در آغاز دهه ۲۰۲۰، بدنسازی پرهوادارترین ورزش در میان جوانان ایرانی‌ بوده‌است. گروهی از مردم ایران برای زیبایی اندام و فیتنس، و گروهی برای شرکت در مسابقه‌های کشوری و جهانی به بدن‌سازی روی می‌آورند. از دید فرهنگی، بدن‌سازی زنان ایرانی در زیبایی اندام و اخلاقی غنی است و در تلویزیون ایران، برنامه‌هایی چون مردان آهنین بر فرهنگ بدن‌سازان مرد ایرانی اثرگذار بودند. بدن‌سازی بیشترین ورزشکار را در این کشور دارد و پر پایه آمار سال ۱۳۹۸، روزانه نزدیک به یک‌میلیون و۲۰۰ هزار نوجوان، جوان، میان‌سال و کهن‌سال در باشگاه‌های ورزشی و ساعت‌هایی در روز با وزنه‌ها و دستگاه‌ها می‌گذراندند. این آمار هرساله افزایش یافته‌است و شبکه‌های اجتماعی چون اینستاگرام به جذب زنان و مردان ایرانی به فیتنس و بدن‌سازی کمک کردند.
گزارشی دیگر در بهمن ۱۴۰۲ می‌گفت که در کل، ۲۲ میلیون ورزشکار رشته بدن‌سازی و فیتنس در ایران فعالیت دارند.
استفاده از پودرها، مکمل‌ها و تزریق تبدیل به تهدیدی جدی علیه سلامتی بدنسازان ایرانی شده‌است. به ویژه در بخش مردان، آگاهی کمی از عوارض این داروها وجود دارد.

## پیشینه
ایران تا دهه ۱۳۲۰، رشته پرورش اندام نداشت. نخستین فعالیت‌های توجه به بدن، زیبایی و پرورش آن و ورزش به شکل همگانی، در دوره رضاشاه، بنیانگذار شاهنشاهی پهلوی، در ایران دیده شد. پس از ورود اندیشه‌های فرهنگی نوین به ایران از دوره مشروطه، سیستم آموزش مدرن و نیز تاسیس ارتش بود که به گسترش بدنسازی در ایران انجامید. 
تا پیش از اینکسانی که در ورزش‌های سنتی خود ایران فعال بودند، باتوجه به بدن‌های ورزیده‌شان، نزدیک‌ترین مفهوم بدنسازی در ایران بودند. از میانه‌های دهه ۱۳۳۰ بود که نخستین تشکل‌های رسمی قابل رقابت بین‌المللی در ایران شکل گرفتند و نخستین افتخارات بین‌المللی برای این رشته در ایران کسب شد. پیشرفت‌ها ادامه یافتند و باشگاه‌های ایرانی و رقابت‌های وابسته در ایران، جان گرفتند. در مهرماه سال ۱۳۴۴ مسابقات انتخابی تیم ملی ایران برای مسابقه‌های آسیایی و جهانی برگزار گردید که در رشته آپولون، سهراب سرابی و در رشته هرکول، سیرون هامازاسب، رتبه نخست را از آن خود کردند. تیم اعزامی به‌غیر از این‌ها، شامل غلام مالکی و حیدر معارفی بوده است.
بعدها نیز یک دوره مسابقات بدن‌سازی همراه با مسابقات قهرمانی وزنه‌برداری ایران، برگزار گردید. در آن لقب «آقایِ ایران» برای بار نخستین به سهراب سرابی داده شد. او همچنین در سال‌های ۱۳۵۱ تا ۱۳۵۷ نیز قهرمان قهرمانان و آقای ایران گردید.
پس از انقلاب ۱۳۵۷ به مدت ۱۵ سال، مسابقه‌های قهرمانی بدن‌سازی ایران تعطیل گردیده و فعالیت‌های وابسته متوقف شدند. از سال ۱۳۷۲ دوباره بدن‌سازی زیر نظر فدراسیون وزنه‌برداری کار خود را از سر گرفت و رقابت‌های قهرمانی کشوری ایران در سال ۱۳۷۳ در همدان برگزار شد تا رقابت‌ها دوباره آغاز شوند. نخستین مدال بین‌المللی پس از انقلاب ۱۳۵۷ نیز توسط یزدان راد در مسابقات آسیایی سنگاپور با مدال برنز و رتبه سوم به‌دست آورده‌شد.
گزارشی در تیر ۱۴۰۱ می‌گفت که در جامعه ایرانی این‌گونه تصور می‌شده‌است که ورزش بدن‌سازی و پرورش اندام بیشتر ویژه مردها است؛ اما در این سال، بیش از ۷۰ درصد کسانی که در دوره‌های آموزشی فدراسیون بدن‌سازی ایران شرکت کردند، زن بوده‌اند. زنان ایرانی همچنین در رقابت‌های جهانی نیز شرکت می‌کنند.
بر پایه آمار آذر ۱۴۰۱ و با اشاره نائب رییس فدراسیون بدنسازی و پرورش اندام، ۲۳ هزار باشگاه ورزشی پرورش اندام در ایران فعال بوده‌اند و پایش پایدار بر این باشگاه‌ها انجام می‌شود.
سحر رحمانی دولت‌آبادی در سال ۲۰۲۲، قهرمان پرورش اندام بخش آماتور اروپای شرقی شد. پیش از این نیز چند زن ایرانی در این مسابقه‌ها شرکت کرده بودند.

## باشگاه‌ها
در سال‌های گذشته، به دلیل استقبال بالای جوانان و به ویژه زنان ایرانی، باشگاه‌های فراوانی جذب ورزشکار انجام داده‌اند، اما مشکل هزینه‌های بالای بدن‌سازی در ایران، همواره گزارش شده‌است. شهر تهران بیشترین باشگاه را در ایران داراست و این کشور دارای باشگاه‌های اختصاصی زنان نیز است. اگرچه باشگاه‌های شیفتی مردانه/زنانه نیز فعال هستند.
گاهی گشایش برخی باشگاه‌های بدن‌سازی ایرانی خبرساز بوده‌اند. در نمونه‌ای در سال ۱۴۰۱، یک باشگاه لاکچری در یکی از گران‌ترین منطقه‌های تهران، با حضور چهره‌های سرشناس جهانی و هزینه‌های میلیاردی گشایش یافت که مورد توجه رسانه‌ها قرار گرفت. سرو خوراکی و نوشیدنی‌های گران‌قیمت و امکانات رفاهی لاکچری در این باشگاه گزارش شده بود.

## فدراسیون
فدراسیون بدنسازی و پرورش اندام ایران، (English: Iranian Bodybuilding and Fitness Federation) فدراسیونی است که رشته‌های پرورش‌اندام، پاورلیفتینگ، قویترین مردان، بادی کلاسیک، مچ اندازی، پرس سینه و فیتنس را در ایران تحت پوشش قرار می‌دهد. همچنین سیاست اصلی این فدراسیون استعدادیابی و گسترش این ورزش اعلام شده.